# RDS-5
RDS-5 (en ruso: РДС-5) es el nombre dado a un arma táctica de fisión intensificada creada por la Unión Soviética en la década de 1950.

## Diseño
La RDS-5 era parte de una serie de bombas nucleares tácticas de pequeño tamaño desarrolladas por la Unión Soviética. El diseño de la RDS-5 era idéntico a la RDS-4, con la diferencia de que esta última poseía una carga nuclear de plutonio, en cambio la RDS-5 poseía una carga compuesta de un núcleo de plutonio envuelto en un casco de uranio-235. La carga era de diseño carga levitante, lo que quiere decir que estaba suspedida por hilos dentro de la bomba, y la capa de explosivos, al igual que en la RDS-4, era muy reducida, componiéndose de partes iguales de TNT y RDX.

## Historia
RDS-5 fue construida después de la creación de las bombas RDS-2 y RDS-3, cuando surgió el problema del tamaño de estas armas, que impedía su uso como armas tácticas ligeras. Dentro del programa de construcción se crearon la RDS-4, la RDS-4M (una versión reducida de la anterior) y la RDS-5. Sin embargo, los diseños ya existían de forma teórica.

### Pruebas
En 1953 se realizaron tres pruebas con bombas RDS-5. Estas detonaciones fueron experimentos nucleares con pruebas de vuelo. Los Comandantes de tripulación de estas pruebas fueron V. Y. Kutyrchev y F. P. Golovashko. Los bombardeos fueron realizados desde aviones Tu-4. La primera prueba se llevó a cabo el 3 de septiembre de 1953, en el Sitio de pruebas de Semipalatinsk. La bomba explotó a 255 m de altura y con una energía de 5,8 kilotones. La prueba fue llamada Joe-6 por los estadounidenses.
Luego, el 8 de septiembre hubo una detonación a 220 m con un rendimiento de 1,6 kt, y el 10 de septiembre otra a 220 m de altura, con un rendimiento de 4,9 kt. Esta última probablemente corresponda a la llamada prueba Joe-7 por los estadounidenses.
Se sabe que esta bomba fue probada e octubre de 1954 (según algunas fuentes 26 o 28 de octubre) en el Sitio de pruebas de Semipalatinsk, a petición de Yuli Jariton, para obtener mayor información sobre un nuevo diseño de iniciador de neutrones.